# Llista de municipis de la província de Lleida
En aquesta taula figuren tots els municipis de la província de Lleida i el nombre d'habitants que tenen. Les capitals de comarca estan marcades en negreta.

Mapa de municipis de la província de Lleida

Informació actualitzada per un bot. Els canvis manuals es perdran quan s'actualitzi!
| Escut | Municipi                      | Comarca        | Població | Superfície km² | Densitat | Altitud | Codi postal             | Codi territorial | Dades a Wikidata              |
| ----- | ----------------------------- | -------------- | -------- | -------------- | -------- | ------- | ----------------------- | ---------------- | ----------------------------- |
|       | Abella de la Conca            | Pallars Jussà  | 158      | 78,3           | 2,02     | 956     | 25651                   | 250019           | Modifica les dades a Wikidata |
|       | Agramunt                      | Urgell         | 5.629    | 79,7           | 70,63    | 337     | 25310                   | 250030           | Modifica les dades a Wikidata |
|       | Aitona                        | Segrià         | 2.603    | 66,9           | 38,91    | 110     | 25182                   | 250387           | Modifica les dades a Wikidata |
|       | Albatàrrec                    | Segrià         | 2.251    | 10,5           | 214,38   | 147     | 25171                   | 250077           | Modifica les dades a Wikidata |
|       | Albesa                        | Noguera        | 1.584    | 37,6           | 42,13    | 237     | 25135                   | 250083           | Modifica les dades a Wikidata |
|       | Alcanó                        | Segrià         | 239      | 21             | 11,38    | 214     | 25162                   | 250100           | Modifica les dades a Wikidata |
|       | Alcarràs                      | Segrià         | 10.018   | 114,3          | 87,65    | 137     | 25180                   | 250117           | Modifica les dades a Wikidata |
|       | Alcoletge                     | Segrià         | 3.594    | 16,7           | 215,21   | 213     | 25660                   | 250122           | Modifica les dades a Wikidata |
|       | Alfarràs                      | Segrià         | 2.778    | 11,4           | 243,68   | 281     | 25120                   | 250138           | Modifica les dades a Wikidata |
|       | Alfés                         | Segrià         | 281      | 31,9           | 8,81     | 236     | 25161                   | 250143           | Modifica les dades a Wikidata |
|       | Algerri                       | Noguera        | 424      | 54,3           | 7,81     | 345     | 25130                   | 250156           | Modifica les dades a Wikidata |
|       | Alguaire                      | Segrià         | 2.986    | 50,1           | 59,6     | 304     | 25125                   | 250169           | Modifica les dades a Wikidata |
|       | Alins                         | Pallars Sobirà | 275      | 183,2          | 1,5      | 1.048   | 25574                   | 250175           | Modifica les dades a Wikidata |
|       | Almacelles                    | Segrià         | 6.896    | 49             | 140,73   | 247 253 | 25100                   | 250194           | Modifica les dades a Wikidata |
|       | Almatret                      | Segrià         | 305      | 56,8           | 5,37     | 462     | 25187                   | 250208           | Modifica les dades a Wikidata |
|       | Almenar                       | Segrià         | 3.338    | 66,6           | 50,12    | 329     | 25126                   | 250215           | Modifica les dades a Wikidata |
|       | Alpicat                       | Segrià         | 6.387    | 15,3           | 417,45   | 264     | 25110                   | 250236           | Modifica les dades a Wikidata |
|       | Alt Àneu                      | Pallars Sobirà | 455      | 217,8          | 2,09     | 1.076   | 25587                   | 250241           | Modifica les dades a Wikidata |
|       | Alàs i Cerc                   | Alt Urgell     | 322      | 57,7           | 5,58     | 768     | 25718                   | 250058           | Modifica les dades a Wikidata |
|       | Alòs de Balaguer              | Noguera        | 120      | 69,1           | 1,74     | 297     | 25737                   | 250220           | Modifica les dades a Wikidata |
|       | Anglesola                     | Urgell         | 1.367    | 23,5           | 58,17    | 335     | 25320                   | 250273           | Modifica les dades a Wikidata |
|       | Arbeca                        | Garrigues      | 2.081    | 58,3           | 35,69    | 332     | 25140                   | 250292           | Modifica les dades a Wikidata |
|       | Arres                         | Vall d'Aran    | 64       | 11,6           | 5,52     | 1.224   | 25551                   | 250313           | Modifica les dades a Wikidata |
|       | Arsèguel                      | Alt Urgell     | 78       | 10,6           | 7,36     | 950     | 25722                   | 250328           | Modifica les dades a Wikidata |
|       | Artesa de Lleida              | Segrià         | 1.539    | 23,9           | 64,39    | 202     | 25150                   | 250334           | Modifica les dades a Wikidata |
|       | Artesa de Segre               | Noguera        | 3.485    | 175,9          | 19,81    | 318     | 25730                   | 250349           | Modifica les dades a Wikidata |
|       | Aspa                          | Segrià         | 220      | 10,2           | 21,57    | 256     | 25151                   | 250365           | Modifica les dades a Wikidata |
|       | Baix Pallars                  | Pallars Sobirà | 340      | 129,4          | 2,63     | 591     | 25590                   | 250390           | Modifica les dades a Wikidata |
|       | Balaguer                      | Noguera        | 17.705   | 57,3           | 308,99   | 233     | 25600                   | 250404           | Modifica les dades a Wikidata |
|       | Barbens                       | Pla d'Urgell   | 926      | 7,6            | 121,84   | 283     | 25262                   | 250411           | Modifica les dades a Wikidata |
|       | Bassella                      | Alt Urgell     | 210      | 70,3           | 2,99     | 423     | 25792 25289 25790       | 250447           | Modifica les dades a Wikidata |
|       | Bausen                        | Vall d'Aran    | 60       | 17,7           | 3,39     | 931     | 25549                   | 250450           | Modifica les dades a Wikidata |
|       | Belianes                      | Urgell         | 517      | 15,7           | 32,93    | 373     | 25266                   | 250463           | Modifica les dades a Wikidata |
|       | Bell-lloc d'Urgell            | Pla d'Urgell   | 2.359    | 34,9           | 67,59    | 196     | 25220                   | 250485           | Modifica les dades a Wikidata |
|       | Bellaguarda                   | Garrigues      | 288      | 17,1           | 16,84    | 640     | 25163                   | 251706           | Modifica les dades a Wikidata |
|       | Bellcaire d'Urgell            | Noguera        | 1.228    | 31,4           | 39,11    | 267     | 25337                   | 250479           | Modifica les dades a Wikidata |
|       | Bellmunt d'Urgell             | Noguera        | 182      | 5,1            | 35,69    | 379     | 25336                   | 250498           | Modifica les dades a Wikidata |
|       | Bellpuig                      | Urgell         | 5.276    | 35             | 150,74   | 308     | 25250                   | 250501           | Modifica les dades a Wikidata |
|       | Bellver de Cerdanya           | Baixa Cerdanya | 2.260    | 98,2           | 23,01    | 1.061   | 25720                   | 250518           | Modifica les dades a Wikidata |
|       | Bellvís                       | Pla d'Urgell   | 2.269    | 46,7           | 48,59    | 207     | 25142                   | 250523           | Modifica les dades a Wikidata |
|       | Benavent de Segrià            | Segrià         | 1.578    | 7,4            | 213,24   | 234     | 25132                   | 250539           | Modifica les dades a Wikidata |
|       | Biosca                        | Solsonès       | 176      | 66,2           | 2,66     | 455     | 25752                   | 250557           | Modifica les dades a Wikidata |
|       | Bossòst                       | Vall d'Aran    | 1.141    | 28,2           | 40,46    | 710     | 25550                   | 250595           | Modifica les dades a Wikidata |
|       | Bovera                        | Garrigues      | 247      | 31,1           | 7,94     | 297     | 25178                   | 250560           | Modifica les dades a Wikidata |
|       | Cabanabona                    | Noguera        | 65       | 14,2           | 4,58     | 421     | 25748                   | 250609           | Modifica les dades a Wikidata |
|       | Cabó                          | Alt Urgell     | 89       | 80,3           | 1,11     | 768     | 25794                   | 250616           | Modifica les dades a Wikidata |
|       | Camarasa                      | Noguera        | 805      | 157,1          | 5,12     | 321     | 25613                   | 250621           | Modifica les dades a Wikidata |
|       | Canejan                       | Vall d'Aran    | 101      | 48,3           | 2,09     | 906     | 25548                   | 250637           | Modifica les dades a Wikidata |
|       | Castell de Mur                | Pallars Jussà  | 170      | 62,4           | 2,72     | 532     | 25632                   | 259046           | Modifica les dades a Wikidata |
|       | Castellar de la Ribera        | Solsonès       | 144      | 60,2           | 2,39     | 657     | 25289                   | 250642           | Modifica les dades a Wikidata |
|       | Castelldans                   | Garrigues      | 891      | 65,1           | 13,69    | 353     | 25154                   | 250674           | Modifica les dades a Wikidata |
|       | Castellnou de Seana           | Pla d'Urgell   | 723      | 16,1           | 44,91    | 269     | 25265                   | 250680           | Modifica les dades a Wikidata |
|       | Castellserà                   | Urgell         | 993      | 15,8           | 62,85    | 267     | 25334                   | 250707           | Modifica les dades a Wikidata |
|       | Castelló de Farfanya          | Noguera        | 544      | 52,6           | 10,34    | 358     | 25136                   | 250693           | Modifica les dades a Wikidata |
|       | Cava                          | Alt Urgell     | 39       | 42,2           | 0,92     | 1.335   | 25722                   | 250714           | Modifica les dades a Wikidata |
|       | Cervera                       | Segarra        | 9.533    | 55,2           | 172,7    | 548     | 25200                   | 250729           | Modifica les dades a Wikidata |
|       | Cervià de les Garrigues       | Garrigues      | 641      | 34,2           | 18,74    | 444     | 25460                   | 250735           | Modifica les dades a Wikidata |
|       | Ciutadilla                    | Urgell         | 194      | 17             | 11,41    | 519     | 25341                   | 250740           | Modifica les dades a Wikidata |
|       | Clariana de Cardener          | Solsonès       | 161      | 40,8           | 3,95     | 500     | 25290                   | 250753           | Modifica les dades a Wikidata |
|       | Coll de Nargó                 | Alt Urgell     | 587      | 151,4          | 3,88     | 573     | 25793                   | 250772           | Modifica les dades a Wikidata |
|       | Conca de Dalt                 | Pallars Jussà  | 434      | 166,5          | 2,61     | 507     | 25500                   | 251615           | Modifica les dades a Wikidata |
|       | Corbins                       | Segrià         | 1.502    | 21             | 71,52    | 211     | 25137                   | 250788           | Modifica les dades a Wikidata |
|       | Cubells                       | Noguera        | 343      | 39,2           | 8,75     | 499     | 25737                   | 250791           | Modifica les dades a Wikidata |
|       | Es Bòrdes                     | Vall d'Aran    | 280      | 21,4           | 13,08    | 852     | 25551                   | 250576           | Modifica les dades a Wikidata |
|       | Espot                         | Pallars Sobirà | 379      | 97,3           | 3,9      | 1.218   | 25597                   | 250827           | Modifica les dades a Wikidata |
|       | Estamariu                     | Alt Urgell     | 132      | 21,2           | 6,23     | 1.084   | 25719                   | 250886           | Modifica les dades a Wikidata |
|       | Estaràs                       | Segarra        | 162      | 21             | 7,71     | 596     | 25214                   | 250851           | Modifica les dades a Wikidata |
|       | Esterri d'Àneu                | Pallars Sobirà | 921      | 8,5            | 108,35   | 957     | 25580                   | 250864           | Modifica les dades a Wikidata |
|       | Esterri de Cardós             | Pallars Sobirà | 63       | 16,6           | 3,8      | 1.212   | 25571                   | 250870           | Modifica les dades a Wikidata |
|       | Farrera                       | Pallars Sobirà | 127      | 61,9           | 2,05     | 1.294   | 25595                   | 250899           | Modifica les dades a Wikidata |
|       | Fondarella                    | Pla d'Urgell   | 805      | 5,4            | 149,07   | 243     | 25244                   | 250931           | Modifica les dades a Wikidata |
|       | Foradada                      | Noguera        | 195      | 28,6           | 6,82     | 455     | 25737                   | 250946           | Modifica les dades a Wikidata |
|       | Fulleda                       | Garrigues      | 91       | 16,2           | 5,62     | 581     | 25411                   | 250978           | Modifica les dades a Wikidata |
|       | Fígols i Alinyà               | Alt Urgell     | 243      | 101,8          | 2,39     | 602     | 25794                   | 259084           | Modifica les dades a Wikidata |
|       | Gavet de la Conca             | Pallars Jussà  | 259      | 90,9           | 2,85     | 421     | 25639                   | 250984           | Modifica les dades a Wikidata |
|       | Gimenells i el Pla de la Font | Segrià         | 1.097    | 55,8           | 19,66    | 258     | 25112                   | 259123           | Modifica les dades a Wikidata |
|       | Golmés                        | Pla d'Urgell   | 1.916    | 16,6           | 115,42   | 275     | 25241                   | 250997           | Modifica les dades a Wikidata |
|       | Granyanella                   | Segarra        | 140      | 24,4           | 5,74     | 508     | 25218                   | 251039           | Modifica les dades a Wikidata |
|       | Granyena de Segarra           | Segarra        | 145      | 16,3           | 8,9      | 636     | 25217                   | 251044           | Modifica les dades a Wikidata |
|       | Granyena de les Garrigues     | Garrigues      | 163      | 20,5           | 7,95     | 366     | 25160                   | 251057           | Modifica les dades a Wikidata |
|       | Guimerà                       | Urgell         | 246      | 25,8           | 9,53     | 555     | 25341                   | 251095           | Modifica les dades a Wikidata |
|       | Guissona                      | Segarra        | 7.635    | 18,1           | 421,82   | 484     | 25210                   | 251109           | Modifica les dades a Wikidata |
|       | Guixers                       | Solsonès       | 134      | 66,4           | 2,02     | 840     | 25285                   | 251116           | Modifica les dades a Wikidata |
|       | Gósol                         | Berguedà       | 215      | 56,3           | 3,82     | 1.423   | 25716                   | 251001           | Modifica les dades a Wikidata |
|       | Isona i Conca Dellà           | Pallars Jussà  | 1.046    | 139,4          | 7,5      | 659     | 25650                   | 251155           | Modifica les dades a Wikidata |
|       | Ivars d'Urgell                | Pla d'Urgell   | 1.590    | 24,3           | 65,43    | 265     | 25260                   | 251137           | Modifica les dades a Wikidata |
|       | Ivars de Noguera              | Noguera        | 318      | 27,1           | 11,73    | 314     | 25122                   | 251121           | Modifica les dades a Wikidata |
|       | Ivorra                        | Segarra        | 100      | 15,4           | 6,49     | 567     | 25216                   | 251142           | Modifica les dades a Wikidata |
|       | Josa i Tuixén                 | Alt Urgell     | 122      | 68,2           | 1,79     | 1.206   | 25717                   | 259101           | Modifica les dades a Wikidata |
|       | Juncosa                       | Garrigues      | 390      | 76,5           | 5,1      | 575     | 25165                   | 251180           | Modifica les dades a Wikidata |
|       | Juneda                        | Garrigues      | 3.473    | 47,3           | 73,42    | 264     | 25430                   | 251193           | Modifica les dades a Wikidata |
|       | Les                           | Vall d'Aran    | 1.013    | 23,4           | 43,29    | 634     | 25540                   | 251214           | Modifica les dades a Wikidata |
|       | Linyola                       | Pla d'Urgell   | 2.749    | 28,7           | 95,78    | 248     | 25240                   | 251229           | Modifica les dades a Wikidata |
|       | Lladorre                      | Pallars Sobirà | 254      | 147            | 1,73     | 1.052   | 25576                   | 251235           | Modifica les dades a Wikidata |
|       | Lladurs                       | Solsonès       | 185      | 128            | 1,45     | 834     | 25283                   | 251240           | Modifica les dades a Wikidata |
|       | Llardecans                    | Segrià         | 428      | 66             | 6,48     | 397     | 25186                   | 251253           | Modifica les dades a Wikidata |
|       | Llavorsí                      | Pallars Sobirà | 336      | 68,5           | 4,91     | 811     | 25595                   | 251266           | Modifica les dades a Wikidata |
|       | Lleida                        | Segrià         | 144.739  | 212,3          | 681,77   | 155     | 25001–25008             | 251207           | Modifica les dades a Wikidata |
|       | Lles de Cerdanya              | Baixa Cerdanya | 285      | 102,8          | 2,77     | 1.471   | 25726                   | 251272           | Modifica les dades a Wikidata |
|       | Llimiana                      | Pallars Jussà  | 131      | 41,7           | 3,14     | 790     | 25639                   | 251288           | Modifica les dades a Wikidata |
|       | Llobera                       | Solsonès       | 209      | 39,2           | 5,33     | 855     | 25281                   | 251291           | Modifica les dades a Wikidata |
|       | Maials                        | Segrià         | 921      | 57,1           | 16,13    | 395     | 25179                   | 251333           | Modifica les dades a Wikidata |
|       | Maldà                         | Urgell         | 236      | 31,4           | 7,52     | 428     | 25266                   | 251305           | Modifica les dades a Wikidata |
|       | Massalcoreig                  | Segrià         | 584      | 14,1           | 41,42    | 94      | 25184                   | 251312           | Modifica les dades a Wikidata |
|       | Massoteres                    | Segarra        | 216      | 26,1           | 8,28     | 502     | 25211                   | 251327           | Modifica les dades a Wikidata |
|       | Menàrguens                    | Noguera        | 789      | 20,3           | 38,87    | 205     | 25139                   | 251348           | Modifica les dades a Wikidata |
|       | Miralcamp                     | Pla d'Urgell   | 1.390    | 14,9           | 93,29    | 287     | 25242                   | 251351           | Modifica les dades a Wikidata |
|       | Mollerussa                    | Pla d'Urgell   | 15.544   | 7,1            | 2.195,48 | 250     | 25230                   | 251370           | Modifica les dades a Wikidata |
|       | Montellà i Martinet           | Baixa Cerdanya | 620      | 55             | 11,27    | 967     | 25725                   | 251399           | Modifica les dades a Wikidata |
|       | Montferrer i Castellbò        | Alt Urgell     | 1.164    | 176,7          | 6,59     | 732     | 25711                   | 251403           | Modifica les dades a Wikidata |
|       | Montgai                       | Noguera        | 637      | 28,9           | 22,04    | 286     | 25616                   | 251386           | Modifica les dades a Wikidata |
|       | Montoliu de Lleida            | Segrià         | 475      | 7,3            | 65,07    | 166     | 25172                   | 251425           | Modifica les dades a Wikidata |
|       | Montoliu de Segarra           | Segarra        | 180      | 29,5           | 6,1      | 689     | 25217                   | 251410           | Modifica les dades a Wikidata |
|       | Montornès de Segarra          | Segarra        | 88       | 12,3           | 7,15     | 605     | 25340                   | 251431           | Modifica les dades a Wikidata |
|       | Nalec                         | Urgell         | 89       | 9,3            | 9,57     | 487     | 25341                   | 251459           | Modifica les dades a Wikidata |
|       | Naut Aran                     | Vall d'Aran    | 1.899    | 255,8          | 7,42     | 1.267   | 25598                   | 250254           | Modifica les dades a Wikidata |
|       | Navès                         | Solsonès       | 300      | 145,3          | 2,06     | 610     | 25286                   | 251462           | Modifica les dades a Wikidata |
|       | Odèn                          | Solsonès       | 230      | 114,4          | 2,01     | 1.130   | 25283                   | 251484           | Modifica les dades a Wikidata |
|       | Oliana                        | Alt Urgell     | 1.839    | 32,4           | 56,76    | 469     | 25790                   | 251497           | Modifica les dades a Wikidata |
|       | Oliola                        | Noguera        | 196      | 86,3           | 2,27     | 452     | 25749                   | 251500           | Modifica les dades a Wikidata |
|       | Olius                         | Solsonès       | 1.003    | 54,8           | 18,3     | 742     | 25286                   | 251517           | Modifica les dades a Wikidata |
|       | Organyà                       | Alt Urgell     | 811      | 12,5           | 64,88    | 558     | 25794                   | 251556           | Modifica les dades a Wikidata |
|       | Os de Balaguer                | Noguera        | 1.075    | 136            | 7,9      | 463     | 25610                   | 251569           | Modifica les dades a Wikidata |
|       | Ossó de Sió                   | Urgell         | 195      | 26,3           | 7,41     | 391     | 25318                   | 251575           | Modifica les dades a Wikidata |
|       | Penelles                      | Noguera        | 435      | 25,5           | 17,06    | 276     | 25335                   | 251641           | Modifica les dades a Wikidata |
|       | Peramola                      | Alt Urgell     | 357      | 56,2           | 6,35     | 566     | 25790                   | 251654           | Modifica les dades a Wikidata |
|       | Pinell de Solsonès            | Solsonès       | 203      | 91,1           | 2,23     | 800     | 25286                   | 251667           | Modifica les dades a Wikidata |
|       | Pinós                         | Solsonès       | 277      | 104,3          | 2,66     | 823     | 25287                   | 251673           | Modifica les dades a Wikidata |
|       | Ponts                         | Noguera        | 2.703    | 30,5           | 88,62    | 363     | 25740                   | 251728           | Modifica les dades a Wikidata |
|       | Prats i Sansor                | Baixa Cerdanya | 249      | 6,6            | 37,73    | 1.124   | 25721                   | 251752           | Modifica les dades a Wikidata |
|       | Preixana                      | Urgell         | 406      | 21,5           | 18,88    | 328     | 25263                   | 251765           | Modifica les dades a Wikidata |
|       | Preixens                      | Noguera        | 392      | 28,7           | 13,66    | 315     | 25316                   | 251771           | Modifica les dades a Wikidata |
|       | Prullans                      | Baixa Cerdanya | 252      | 21,2           | 11,89    | 1.096   | 25727                   | 251790           | Modifica les dades a Wikidata |
|       | Puiggròs                      | Garrigues      | 258      | 9,9            | 26,06    | 334     | 25420                   | 251804           | Modifica les dades a Wikidata |
|       | Puigverd d'Agramunt           | Urgell         | 240      | 17             | 14,12    | 345     | 25318                   | 251811           | Modifica les dades a Wikidata |
|       | Puigverd de Lleida            | Segrià         | 1.418    | 12,5           | 113,44   | 219     | 25153                   | 251826           | Modifica les dades a Wikidata |
|       | Rialb                         | Pallars Sobirà | 664      | 63,3           | 10,49    | 725     | 25594                   | 251832           | Modifica les dades a Wikidata |
|       | Ribera d'Ondara               | Segarra        | 454      | 54,5           | 8,33     | 570     | 25213                   | 259059           | Modifica les dades a Wikidata |
|       | Ribera d'Urgellet             | Alt Urgell     | 965      | 107            | 9,02     | 702     | 25796                   | 251850           | Modifica les dades a Wikidata |
|       | Riner                         | Solsonès       | 262      | 47,1           | 5,56     | 830     | 25290                   | 251863           | Modifica les dades a Wikidata |
|       | Riu de Cerdanya               | Baixa Cerdanya | 99       | 12,3           | 8,05     | 1.173   | 25721                   | 259139           | Modifica les dades a Wikidata |
|       | Rosselló                      | Segrià         | 3.353    | 9,9            | 338,69   | 252     | 25124                   | 251898           | Modifica les dades a Wikidata |
|       | Salàs de Pallars              | Pallars Jussà  | 349      | 20,3           | 17,19    | 573     | 25693                   | 251902           | Modifica les dades a Wikidata |
|       | Sanaüja                       | Segarra        | 379      | 33             | 11,48    | 409     | 25753                   | 251919           | Modifica les dades a Wikidata |
|       | Sant Esteve de la Sarga       | Pallars Jussà  | 127      | 92,9           | 1,37     | 875     | 25632                   | 251961           | Modifica les dades a Wikidata |
|       | Sant Guim de Freixenet        | Segarra        | 1.222    | 25,1           | 48,69    | 738     | 25270                   | 251924           | Modifica les dades a Wikidata |
|       | Sant Guim de la Plana         | Segarra        | 193      | 12,4           | 15,56    | 556     | 25211                   | 251977           | Modifica les dades a Wikidata |
|       | Sant Llorenç de Morunys       | Solsonès       | 1.003    | 4,3            | 233,26   | 925     | 25282                   | 251930           | Modifica les dades a Wikidata |
|       | Sant Martí de Riucorb         | Urgell         | 673      | 34,9           | 19,28    | 409     | 25344                   | 259025           | Modifica les dades a Wikidata |
|       | Sant Ramon                    | Segarra        | 495      | 18,5           | 26,76    | 641 663 | 25215                   | 251945           | Modifica les dades a Wikidata |
|       | Sarroca de Bellera            | Pallars Jussà  | 115      | 87,5           | 1,31     | 1.002   | 25555                   | 252017           | Modifica les dades a Wikidata |
|       | Sarroca de Lleida             | Segrià         | 381      | 42,2           | 9,03     | 201     | 25175                   | 252000           | Modifica les dades a Wikidata |
|       | Senterada                     | Pallars Jussà  | 158      | 34,5           | 4,58     | 729     | 25514                   | 252022           | Modifica les dades a Wikidata |
|       | Seròs                         | Segrià         | 1.902    | 85,8           | 22,17    | 103     | 25183                   | 252043           | Modifica les dades a Wikidata |
|       | Sidamon                       | Pla d'Urgell   | 767      | 8,1            | 94,69    | 232     | 25222                   | 252056           | Modifica les dades a Wikidata |
|       | Solsona                       | Solsonès       | 9.480    | 17,7           | 535,59   | 664     | 25280                   | 252075           | Modifica les dades a Wikidata |
|       | Soriguera                     | Pallars Sobirà | 444      | 106,4          | 4,17     | 1.258   | 25566                   | 252081           | Modifica les dades a Wikidata |
|       | Sort                          | Pallars Sobirà | 2.213    | 105,1          | 21,05    | 696     | 25560                   | 252094           | Modifica les dades a Wikidata |
|       | Soses                         | Segrià         | 1.881    | 30,2           | 62,28    | 118     | 25181                   | 252108           | Modifica les dades a Wikidata |
|       | Sudanell                      | Segrià         | 897      | 8,7            | 103,1    | 152     | 25173                   | 252115           | Modifica les dades a Wikidata |
|       | Sunyer                        | Segrià         | 313      | 12,7           | 24,65    | 211     | 25174                   | 252120           | Modifica les dades a Wikidata |
|       | Talarn                        | Pallars Jussà  | 539      | 27,9           | 19,32    | 572     | 25630                   | 252154           | Modifica les dades a Wikidata |
|       | Talavera                      | Segarra        | 280      | 30,1           | 9,3      | 791     | 25213                   | 252167           | Modifica les dades a Wikidata |
|       | Tarroja de Segarra            | Segarra        | 170      | 7,6            | 22,37    | 460     | 25212                   | 252192           | Modifica les dades a Wikidata |
|       | Tarrés                        | Garrigues      | 125      | 13             | 9,62     | 578     | 25480                   | 252189           | Modifica les dades a Wikidata |
|       | Tiurana                       | Noguera        | 66       | 15,9           | 4,15     | 387     | 25791                   | 252228           | Modifica les dades a Wikidata |
|       | Tornabous                     | Urgell         | 851      | 24,2           | 35,17    | 289     | 25331                   | 252252           | Modifica les dades a Wikidata |
|       | Torre-serona                  | Segrià         | 435      | 5,9            | 73,73    | 197     | 25131                   | 252332           | Modifica les dades a Wikidata |
|       | Torrebesses                   | Segrià         | 273      | 27,4           | 9,96     | 287     | 25176                   | 252265           | Modifica les dades a Wikidata |
|       | Torrefarrera                  | Segrià         | 4.861    | 23,5           | 206,85   | 214     | 25123                   | 252287           | Modifica les dades a Wikidata |
|       | Torrefeta i Florejacs         | Segarra        | 605      | 88,9           | 6,81     | 475     | 25211                   | 259078           | Modifica les dades a Wikidata |
|       | Torregrossa                   | Pla d'Urgell   | 2.194    | 40,5           | 54,17    | 232     | 25141                   | 252304           | Modifica les dades a Wikidata |
|       | Torrelameu                    | Noguera        | 766      | 10,9           | 70,28    | 201     | 25138                   | 252311           | Modifica les dades a Wikidata |
|       | Torres de Segre               | Segrià         | 2.318    | 50,6           | 45,81    | 119     | 25170                   | 252326           | Modifica les dades a Wikidata |
|       | Torà                          | Solsonès       | 1.207    | 93,3           | 12,94    | 448     | 25750                   | 252234           | Modifica les dades a Wikidata |
|       | Tremp                         | Pallars Jussà  | 6.015    | 302,8          | 19,86    | 468     | 25620                   | 252347           | Modifica les dades a Wikidata |
|       | Tàrrega                       | Urgell         | 18.542   | 88,4           | 209,75   | 373     | 25300                   | 252173           | Modifica les dades a Wikidata |
|       | Térmens                       | Noguera        | 1.347    | 27,5           | 48,98    | 208     | 25670                   | 252206           | Modifica les dades a Wikidata |
|       | Tírvia                        | Pallars Sobirà | 144      | 8,5            | 16,94    | 991     | 25595                   | 252213           | Modifica les dades a Wikidata |
|       | Vall de Cardós                | Pallars Sobirà | 375      | 56,2           | 6,67     | 898     | 25570                   | 259010           | Modifica les dades a Wikidata |
|       | Vallbona de les Monges        | Urgell         | 223      | 34,1           | 6,54     | 481     | 25268                   | 252385           | Modifica les dades a Wikidata |
|       | Vallfogona de Balaguer        | Noguera        | 2.000    | 27             | 74,07    | 235     | 25680                   | 252402           | Modifica les dades a Wikidata |
|       | Verdú                         | Urgell         | 886      | 35,8           | 24,75    | 434     | 25340                   | 252424           | Modifica les dades a Wikidata |
|       | Vielha e Mijaran              | Vall d'Aran    | 5.832    | 211,7          | 27,55    | 974     | 25539 25538 25537 25530 | 252430           | Modifica les dades a Wikidata |
|       | Vila-sana                     | Pla d'Urgell   | 753      | 19,1           | 39,42    | 249     | 25245                   | 252521           | Modifica les dades a Wikidata |
|       | Vilagrassa                    | Urgell         | 633      | 19,9           | 31,81    | 355     | 25330                   | 252445           | Modifica les dades a Wikidata |
|       | Vilaller                      | Alta Ribagorça | 506      | 59,2           | 8,55     | 981     | 25552                   | 252458           | Modifica les dades a Wikidata |
|       | Vilamòs                       | Vall d'Aran    | 175      | 15,4           | 11,36    | 1.255   | 25551                   | 252477           | Modifica les dades a Wikidata |
|       | Vilanova de Bellpuig          | Pla d'Urgell   | 1.168    | 14             | 83,43    | 290     | 25264                   | 252483           | Modifica les dades a Wikidata |
|       | Vilanova de Meià              | Noguera        | 466      | 104,7          | 4,45     | 633     | 25735                   | 252509           | Modifica les dades a Wikidata |
|       | Vilanova de Segrià            | Segrià         | 1.065    | 8,5            | 125,29   | 255     | 25133                   | 252516           | Modifica les dades a Wikidata |
|       | Vilanova de l'Aguda           | Noguera        | 193      | 53,7           | 3,59     | 409     | 25749                   | 252496           | Modifica les dades a Wikidata |
|       | Vilanova de la Barca          | Segrià         | 1.107    | 21,6           | 51,25    | 195     | 25690                   | 252542           | Modifica les dades a Wikidata |
|       | Vinaixa                       | Garrigues      | 450      | 37,6           | 11,97    | 479     | 25440                   | 252555           | Modifica les dades a Wikidata |
|       | el Cogul                      | Garrigues      | 161      | 17,5           | 9,2      | 279     | 25152                   | 250766           | Modifica les dades a Wikidata |
|       | el Palau d'Anglesola          | Pla d'Urgell   | 2.205    | 12,3           | 179,27   | 250     | 25243                   | 251581           | Modifica les dades a Wikidata |
|       | el Poal                       | Pla d'Urgell   | 653      | 8,9            | 73,37    | 216     | 25143                   | 251689           | Modifica les dades a Wikidata |
|       | el Pont de Bar                | Alt Urgell     | 165      | 42,6           | 3,87     | 861     | 25723                   | 250306           | Modifica les dades a Wikidata |
|       | el Pont de Suert              | Alta Ribagorça | 2.380    | 148,1          | 16,07    | 838     | 25520                   | 251734           | Modifica les dades a Wikidata |
|       | el Soleràs                    | Garrigues      | 310      | 12,2           | 25,41    | 381     | 25163                   | 252069           | Modifica les dades a Wikidata |
|       | el Vilosell                   | Garrigues      | 194      | 18,8           | 10,33    | 665     | 25457                   | 252537           | Modifica les dades a Wikidata |
|       | els Alamús                    | Segrià         | 800      | 20,5           | 39,02    | 212     | 25221                   | 250045           | Modifica les dades a Wikidata |
|       | els Omellons                  | Garrigues      | 190      | 11,1           | 17,12    | 385     | 25412                   | 251538           | Modifica les dades a Wikidata |
|       | els Omells de na Gaia         | Urgell         | 121      | 13,5           | 8,96     | 560     | 25268                   | 251543           | Modifica les dades a Wikidata |
|       | els Plans de Sió              | Segarra        | 512      | 55,9           | 9,16     | 412     | 25212                   | 259118           | Modifica les dades a Wikidata |
|       | els Torms                     | Garrigues      | 137      | 13,8           | 9,93     | 476     | 25164                   | 252249           | Modifica les dades a Wikidata |
|       | l'Albagés                     | Garrigues      | 344      | 25,7           | 13,39    | 372     | 25155                   | 250061           | Modifica les dades a Wikidata |
|       | l'Albi                        | Garrigues      | 766      | 32,5           | 23,57    | 526     | 25450                   | 250096           | Modifica les dades a Wikidata |
|       | l'Espluga Calba               | Garrigues      | 331      | 21,5           | 15,4     | 434     | 25410                   | 250812           | Modifica les dades a Wikidata |
|       | la Baronia de Rialb           | Noguera        | 231      | 145,1          | 1,59     | 388     | 25747                   | 250426           | Modifica les dades a Wikidata |
|       | la Coma i la Pedra            | Solsonès       | 282      | 60,6           | 4,65     | 1.004   | 25284                   | 251636           | Modifica les dades a Wikidata |
|       | la Floresta                   | Garrigues      | 164      | 5,5            | 29,82    | 316     | 25413                   | 250925           | Modifica les dades a Wikidata |
|       | la Fuliola                    | Urgell         | 1.238    | 11,1           | 111,53   | 275     | 25332                   | 250962           | Modifica les dades a Wikidata |
|       | la Granadella                 | Garrigues      | 758      | 88,7           | 8,55     | 528     | 25177                   | 251018           | Modifica les dades a Wikidata |
|       | la Granja d'Escarp            | Segrià         | 943      | 38,5           | 24,49    | 78      | 25185                   | 251023           | Modifica les dades a Wikidata |
|       | la Guingueta d'Àneu           | Pallars Sobirà | 285      | 108,4          | 2,63     | 919     | 25597                   | 259031           | Modifica les dades a Wikidata |
|       | la Molsosa                    | Solsonès       | 103      | 26,9           | 3,83     | 667     | 08281                   | 251364           | Modifica les dades a Wikidata |
|       | la Pobla de Cérvoles          | Garrigues      | 205      | 61,9           | 3,31     | 663     | 25471                   | 251692           | Modifica les dades a Wikidata |
|       | la Pobla de Segur             | Pallars Jussà  | 3.015    | 32,8           | 91,92    | 524     | 25500                   | 251713           | Modifica les dades a Wikidata |
|       | la Portella                   | Segrià         | 735      | 12,3           | 59,76    | 259     | 25134                   | 251749           | Modifica les dades a Wikidata |
|       | la Sentiu de Sió              | Noguera        | 455      | 29,6           | 15,37    | 281     | 25617                   | 250352           | Modifica les dades a Wikidata |
|       | la Seu d'Urgell               | Alt Urgell     | 12.831   | 15,4           | 833,18   | 691     | 25700                   | 252038           | Modifica les dades a Wikidata |
|       | la Torre de Cabdella          | Pallars Jussà  | 785      | 165,3          | 4,75     | 1.075   | 25515                   | 252271           | Modifica les dades a Wikidata |
|       | la Vall de Boí                | Alta Ribagorça | 1.116    | 219,5          | 5,08     | 1.111   | 25526–25528             | 250432           | Modifica les dades a Wikidata |
|       | la Vansa i Fórnols            | Alt Urgell     | 188      | 106,1          | 1,77     | 989     | 25717                   | 259097           | Modifica les dades a Wikidata |
|       | les Avellanes i Santa Linya   | Noguera        | 430      | 103            | 4,17     | 567     | 25612                   | 250371           | Modifica les dades a Wikidata |
|       | les Borges Blanques           | Garrigues      | 6.379    | 61,5           | 103,72   | 304     | 25400                   | 250582           | Modifica les dades a Wikidata |
|       | les Oluges                    | Segarra        | 167      | 18,9           | 8,84     | 528     | 25214                   | 251522           | Modifica les dades a Wikidata |
|       | les Valls d'Aguilar           | Alt Urgell     | 262      | 123,8          | 2,12     | 669     | 25795                   | 259062           | Modifica les dades a Wikidata |
|       | les Valls de Valira           | Alt Urgell     | 810      | 171,3          | 4,73     | 740     | 25798                   | 252398           | Modifica les dades a Wikidata |
|       | Àger                          | Noguera        | 602      | 160,6          | 3,75     | 642     | 25691                   | 250024           | Modifica les dades a Wikidata |